# 上諏訪市
上諏訪駅のある市だとすると、もしかして
- 諏訪市

ではありませんか？